# Goos
Goos (okzitanisch: Gòs) ist eine französische Gemeinde mit 530 Einwohnern (Stand: 1. Januar 2022) im Département Landes in der Region Nouvelle-Aquitaine (vor 2016: Aquitanien). Sie gehört zum Arrondissement Dax und zum Kanton Coteau de Chalosse. Die Bewohner nennen sich Goossois.

## Geografie
Goos liegt in der Landschaft Marensin am Rande der weitläufigen Landes de Gascogne, dem größten Waldgebiet Westeuropas, etwa zwölf Kilometer ostnordöstlich von Dax. Der Adour begrenzt die Gemeinde im Westen, sein Zufluss Louts im Norden. Umgeben wird Goos von den Nachbargemeinden Préchacq-les-Bains im Norden, Gamarde-les-Bains im Osten und Südosten, Hinx im Süden sowie Téthieu im Westen.

## Bevölkerungsentwicklung
| Jahr                       | 1962 | 1968 | 1975 | 1982 | 1990 | 1999 | 2008 | 2017 |
| Einwohner                  | 368  | 377  | 329  | 361  | 437  | 423  | 502  | 519  |
| Quellen: Cassini und INSEE |      |      |      |      |      |      |      |      |

## Sehenswürdigkeiten

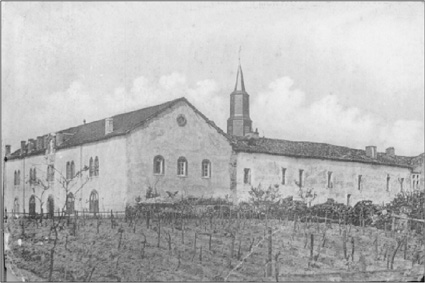
Alte Postkarte des Klosters Divielle

- Klosterruine Divielle